# Конаков, Александр Фёдорович
Алекса́ндр Фёдорович Конако́в (9 сентября 1887, Купсола, Сернурский район, Марий Эл — 17 февраля 1922, Сернур, Марий Эл) — марийский писатель, поэт, прозаик и драматург, педагог, общественный деятель. Участник I мировой войны.

## Биография
Александр Конаков родился 9 сентября 1887 года крестьянской семье.
В 1908 году окончил Кукарскую учительскую семинарию, после чего до 1914 года работал учителем Конганурского двухклассного училища.
Учился в Вятском учительском институте, по окончании которого был мобилизован в царскую армию, где служил прапорщиком.
После демобилизации в 1918 году стал учителем в Ронгинской школе II ступени.
Затем перевёлся в Царевококшайскую учительскую семинарию, где стал преподавать естествознание и химию. Здесь вместе с композитором И. С. Ключниковым-Палантаем организовал драматический и хоровой кружки.
В мае 1919 года стал курсантом Приволжских военно-хозяйственных курсов, расположенных в Казани.
С 1920 года А. Конаков — военком Сернурского кантона, по совместительству преподавал на педагогических курсах.
А. Конаков — организатор и инициатор проведения 27 мая 1920 года в Сернуре первого праздника Йошкар пеледыш пайрем («Красный праздник цветов»), который и поныне является одним из любимых праздников марийского народа.
Александр Фёдорович Конаков умер 17 февраля 1922 года из-за болезни.

## Литературное творчество
Литературным творчеством начал заниматься в 1908 году.
С 1915 года его публицистические заметки и статьи регулярно стали выходить на страницах первой марийской газеты «Война увер».
Активный поборник советского строя, его выступления сыграли значительную роль в укреплении новой власти в сернурской стороне.
Писал Александр Конаков рассказы и стихи, но вошёл в историю марийской литературы прежде всего как самобытный драматург-просветитель. Пьесы «Поран» («Буран»), «Тулык ÿдыр» («Сиротка») были изданы отдельными книгами в Казани. Всего им создано более десяти пьес, по ним ставились спектакли на сценах сельских клубов.
Написал инсценировку «Чачавий» по рассказу С. Чавайна «Йыланда».
Его драму «Сиротка» в 1920 году поставил только что открывшийся Марийский передвижной театр.

## Основные произведения
Основные произведения:
- Тулык ÿдыр: [Сиротка: драма]. Казань, 1919. 24 с.
- Поран: драма [Буран: драма]. Казань, 1919. 20 с.
- Пьеса-шамыч [Пьесы]. Йошкар-Ола, 1950. 168 с.
- Поран: драма // Сылнымут пого. Йошкар-Ола, 1960. С. 54—64.
- Тулык ÿдыр: пьеса-влак. [Сиротка: пьесы]. Йошкар-Ола, 1976.176 с.; 1991, 164 с.

## Память
- Его именем названа улица в Йошкар-Оле (с 1957 года)[5].
- Его имя носит Сернурский музейно-выставочный комплекс (с 1992 года)[6].
- Бюсты в Сернуре (рядом с районным Домом культуры с 12 июня 1960 года)[7] и на его родине — в д. Купсола Сернурского района.
- В сентябре 2019 года в д. Кукнур Сернурского района Марий Эл появился памятник Александру Конакову[8].